# Per i tuoi occhi/I ragazzi di qui
Per i tuoi occhi/I ragazzi di qui è un 45 giri della cantante pop italiana Loredana Bertè, pubblicato nel 1982 dall'etichetta discografica CGD.

## I brani
Il brano Per i tuoi occhi, scritto da Maurizio Piccoli, ebbe un buon successo, raggiungendo il picco massimo della settima posizione nella hit-parade settimanale dei 45 giri più venduti, e la sessantottesima di quelli più venduti in Italia nel 1982, con oltre centocinquantamila copie.

## Lato b
I ragazzi di qui, brano pop scritto da Ivano Fossati era il lato b del disco. Entrambi i brani sono contenuti nell'album Traslocando.

## Tracce
Lato A
1. Per i tuoi occhi – 3:49 (Maurizio Piccoli)

Durata totale: 3:49
Lato B
1. I ragazzi di qui – 3:22 (Ivano Fossati, S. Daniels*, V. Jones)

Durata totale: 3:22

### Charts
| Chart (1982)  | Peak position |
| ------------- | ------------- |
| Italia (FIMI) | 7             |